# Anguípedo

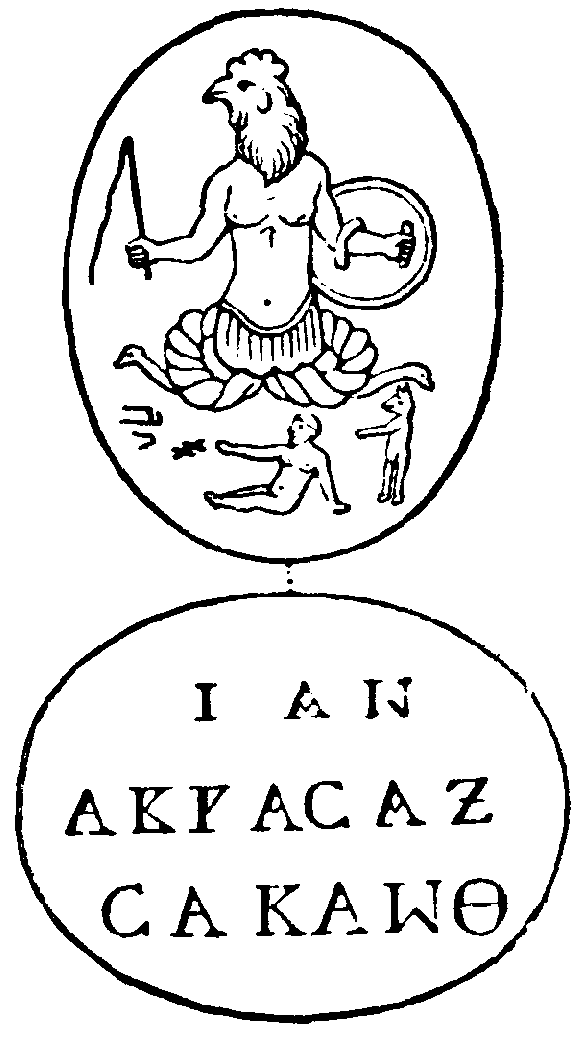
El óvalo superior contiene un Anguípedo.

El Anguípedo es una divinidad frecuente en los amuletos mágicos de la época grecorromana.
El Anguípedo se representa como una criatura de cabeza de gallo y piernas hechas de serpientes, simbolismo que se considera de procedencia persa. A veces se añade al pie la inscripción Iao, una forma del Tetragrámaton: las cuatro letras usadas para representar el nombre del Dios de los judíos. Estos amuletos, junto con el repetido uso del nombre Iao en papiros mágicos, tablillas de maldición, gemas y otros amuletos, son prueba de cultos sincréticos que combinaban el judaísmo con el paganismo. En el Talmud, aquellos que se apartaron del Judaísmo para seguir esos cultos se denominan minim, traducido a menudo como "herejes" o "apóstatas". En otros casos el Anguípedo se denomina Abraxas.

## Orígenes muy remotos
En un artículo de 1986 de la académica belga Berthe Rantz, se explica la lejanía, tanto temporal como geográfica, de los orígenes del anguípedo:

(FR)
Bien que le thème du géant anguipède soit fort répandu dans tous les domaines de l'art antique et par conséquent bien connu, ill ne nous paraît pas inutile de rappeler ses traits caractéristiques. Le personnage dont le buste est d'un homme et le corps finit en un serpent fait partie de ces images venues de l'Orient au début du premier millénaire avant J.-C.. D'après Contenau, c'est la représentation du grand dieu de la fertilité chez les Sumériens, Il remonte donc à la plus haute antiquité.
(ES)
Aunque el tema del anguípedo gigante estuvo muy extendido en todos los campos artísticos de la Antigüedad y por tanto muy conocido, no parece inútil recordar sus rasgos característicos. El personaje cuyo busto es el de un hombre y cuyo cuerpo remata en una serpiente es una de las imágenes llegadas de Oriente a principios del primer milenio a.C.. Según Contenau, es la representación del gran dios de la fertilidad entre los sumerios, por lo que se remonta a la Alta Antigüedad.
Berthe Rantz, Un bas-relief surnommé « Semini »